# Remo Martini
Remo Martini (Heks, 17 augustus 1917 - Diest, 17 juni 2002) was een Belgisch assemblagekunstenaar. Hij was ook kunstschilder en beeldhouwer.
Over zijn kunst zei hij in 1986: "Op een bescheiden doch ongewone manier de meest gewone afvaldingen assembleren om zodoende, langs zeer verscheiden vormen en materies, een nieuwe werkelijkheid te scheppen en een hogere on-werkelijkheid te bereiken: dat is mijn droom."

## Biografie
Remo Martini was leraar in Romaanse talen.
Op  het vlak van kunst was hij een autodidact. Aanvankelijk schilderde hij, met matig succes. In 1961 moest hij op doktersadvies handenarbeid verrichten. Hij begon met houtsnijwerk, maar nog dat zelfde jaar ontstonden zijn eerste assemblages.
Hij maakte surrealistische composities met sculptuurassemblages en met oude kasten. Hij kon zich onmiddellijk een plaats verwerven in de Belgische assemblagekunst.
Hij had een zeer grote invloed op Camiel Van Breedam, ze kenden elkaar al van in 1958 op een tentoonstelling "Belgische schilders van Nu" in Diest en ze werden vrienden. Het was Remo Martini die Camiel Van Breedam stimuleerde om objecten te maken. Hun nauwe samenwerking is merkbaar in hun werk, dat bij elkaar aansluit. Waar bij Camiel Van Breedam het ludieke overheerste, is Martini echter gefocust op hiërarische structuren en sacrale kenmerken in heidense taferelen.
De assemblagekunst van Martini bestond uit reliëfs. Hij maakte assemblages in kasten, muurkastjes en losse objecten. De boodschap was niet evident, zoals dat bijvoorbeeld bij Annie Debie was. Het maakte irrationele constructies op basis van fantasie over het leven, de dood en het hiernamaals. Zijn werken straalden een religieuze indruk van de mens als individu uit.
In 1962 werd hij  geselecteerd voor de prijs van de Belgische kunstcritici in het Palais des Beaux-Arts van Charleroi. Zijn naam is vermeld tussen kunstenaars als Mark Rothko, Serge Vandercam, Bram Bogart, Paul Delvaux, Vic Gentils, Maurice Wyckaert en Jan Burssens.
Hij was ondertussen lid van de groep "Phases" van Édouard Jaguer. In 1965 zorgde hij met zijn houtsnedes voor de illustraties van het 10de nummer van het tijdschrift "Phases - Cahiers internationaux de recherches littéraires et plastiques".
Met "Le Guide Aveugle et son Château" in 1966 begon de tweede cyclus in de assemblagekunst van Martini.  De onderdelen waren nu zeer goed uitgewerkt. De metaalassemblages waren niet langer monumentaal.
In 1966 was er een opgemerkte groepstentoonstelling "Le retour des choses" in de Brusselse galerij Saint-Laurent met werk van Paul Joostens, Marcel Broodthaers, Camiel Van Breedam, Annie Debie, Paul Joostens en José Goemaere. Elke kunstenaar kreeg een ruimte ter beschikking.
Voor Remo Martini was het de badkamer. Elke kunstenaar zorgde voor een soort van installatie met hun assemblages met recyclagemateriaal.
Voor Broodthaers betekende dit het begin van zijn carrière als kunstenaar. Het verschil in benadering van de kunst tussen Broodthaerts en Martini was duidelijk te merken in twee gelijkaardige kasten die in 1965 verwerkt waren tot een assemblage, de "Table blanche et armoire blanche" van Broodthaers en' "De bibliotheek van een blinde" van Martini. 
Bij Broodthaers viel het fragiele karakter op, de dreiging dat er iets kon misgaan, met fijnere meubels en overheersende eierschalen. Bij Martini daarentegen was het geheel donker, massief en ruw van opzet  met hout, metaal en gerecycleerde industriële objecten. De blinde kon zich niet vergissen in de hiërarchie van de verscheidene nissen die in de kast waren aangebracht, maar de fijngevoeligheid voor zijn tastzin was er niet.
Het werk van Remo Martini zou vanaf dan vrij constant blijven, er waren geen spectaculaire evoluties meer in zijn werk.  Hierdoor raakte hij uit de schijnwerpers, alhoewel hij nog gevraagd werd op tentoonstellingen. Andere assemblagekunstenaars zoals Broodthaers, Panamarenko, Vic Gentils, Paul Van Hoeydonck en Marcel Maeyer zouden daarentegen vlug evolueren naar de conceptuele richting en zich van  blijvende nationale en internationale belangstelling verzekeren. Bij Remo Martini daarentegen was de productiviteit in de tweede helft van de jaren '70 zeer beperkt.  Hierdoor en door het feit dat zijn kunst niet meer evolueerde kon hij nooit internationaal doorbreken en is zelfs nationaal in de vergetelheid geraakt.
In 1969 was hij met zijn werk aanwezig op de 10de biënnale van het Middelheim in Antwerpen.
In 1995 illustreerde Martini de bundel met jazzgedichten "Blues for a reason" van Roger De Neef. Hij omlijstte foto's van Chet Baker en Miles Davis met waterverf. Hij illustreerde ook andere boeken.
In 2007 was een opgemerkte altaar-achtige constructie van hem aanwezig op "Kunst op de Campus" in Antwerpen.
In 2022 viel hij op in de tentoonstelling in de Galerij Art Partout in Antwerpen opgebouwd rond Camiel Van Breedam, die er een soort reconstructie van het interieur van zijn huis maakte en waarin hij een belangrijke plaats gaf  aan de assemblages van Remo Martini.
In 2023 werden werken van Remo Martini tentoongesteld in de zomertentoonstelling van de Verbeke Foundation.
Zijn werken worden regelmatig aangeboden op veilingen en zijn in bezit van onder andere de Belfius Collectie, de Verbeke Foundation, Bozar en het Museum voor Abstracte Kunst.